# Herb gminy Stanisławów
Herb gminy Stanisławów – symbol gminy Stanisławów, ustanowiony 5 listopada 1992.

## Wygląd i symbolika
Herb przedstawia na tarczy w polu niebieskim biskupa Stanisława ze Szczepanowa w stroju pontyfikalnym z pastorałem w dłoni i Piotrowinem klęczącym u jego stóp. Jest to nawiązanie do miejscowego kościoła oraz historycznej pieczęci miasta Stanisławów. 